# Skalník rozkladitý
Skalník rozkladitý (Cotoneaster divaricatus) je druh keře z čeledi růžovitých. Pochází z Číny, v mnoha oblastech světa včetně ČR se pěstuje jako okrasná dřevina a místy též zplaňuje.

## Popis

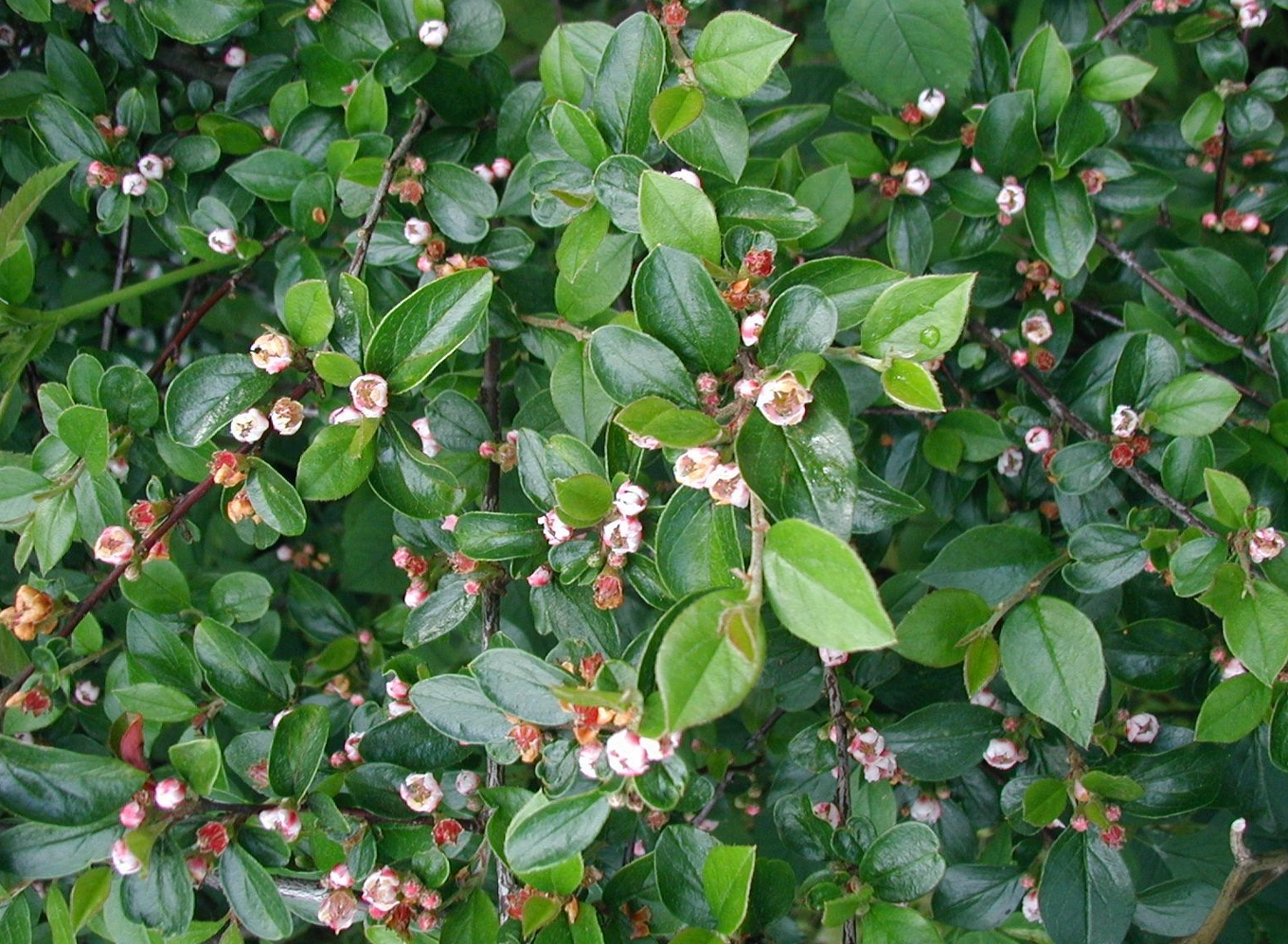
Mladé větvičky a květy

Je to opadavý, rozložitě rostoucí keř, dosahující výšky 1–3 metry a zhruba podobné šířky. Větve rostou zpočátku vzpřímeně, později do plochy, mladé větvičky jsou hnědofialové, řídce či hustě chlupaté. Střídavě vyrůstající celokrajné listy jsou zhruba 1–3 cm dlouhé, krátce řapíkaté, obvejčité nebo eliptické, vždy s výraznou špičkou; svrchu jsou leskle tmavě zelené, zespodu zpočátku chlupaté, později olysávající. Žilnatina je mírně vyniklá. Na podzim se zbarvují do oranžových až červených odstínů. Květy jsou drobné, narůžovělé, s korunními plátky směřujícími vpřed; uspořádány jsou v chocholičnatých květenstvích po 2–4. Plody jsou soudkovité temně červené malvičky obsahující 1–3 (obvykle 2) semena.

## Rozšíření a ekologie
Skalník rozkladitý pochází původně z centrální a západní Číny, kde roste na skalnatých svazích, ve strouhách, v křovinách a světlejších lesích. Na půdu i vláhu je nenáročný, roste na slunci i v polostínu. Jako okrasný keř byl postupně rozšířen do mnoha zemí světa, kde místy zplaňuje. V České republice byl od roku 2012 mimo kulturu nalezen na několika místech, například v Brně a okolí, v Mikulově, v Praze-Klánovicích, na Frýdeckomístecku nebo v jihozápadních Čechách.

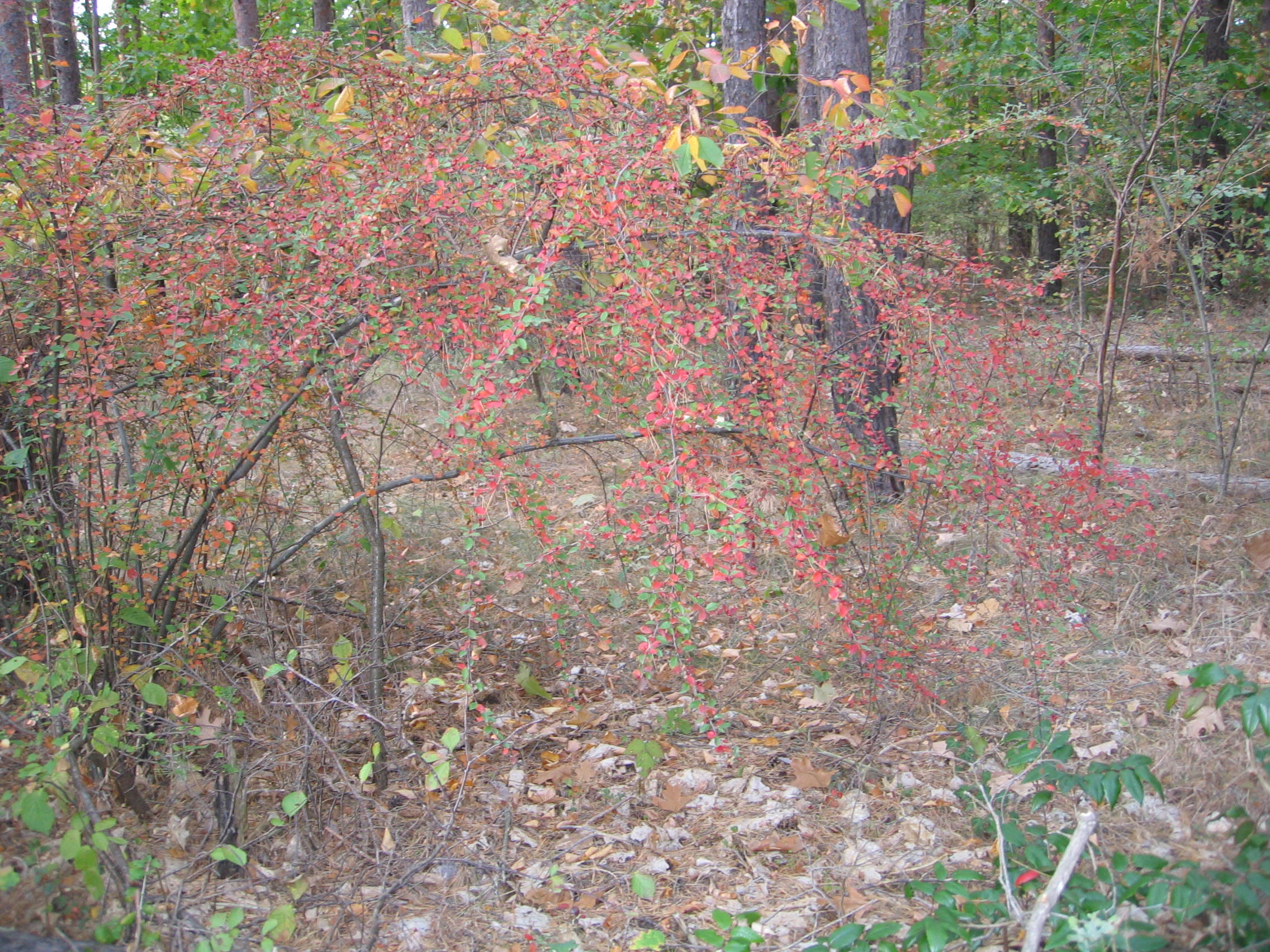
Zplanělý keř skalníku rozkladitého v podzimním zbarvení

## Využití
Bývá pěstován jako nenáročná okrasná dřevina, atraktivní především podzimním zbarvením listů a bohatou násadou červených plodů, vytrvávajících na větvích dlouho do podzimu. Květy jsou spíše nenápadné, poskytují však dobrou pastvu včelám, plody jsou vítaným zpestřením jídelníčku pro ptáky. Poněkud netvárný rozložitý vzrůst lze korigovat řezem, který skalníky dobře snáší. Lze jej pěstovat jako živý plot, ve větších zahradách a parcích i jako solitéru či porost, který se dobře vyjímá v sousedství borovic, dřišťálů nebo bříz.

## Možnost záměny
Podobný je velmi často pěstovaný skalník rozprostřený (Cotoneaster horizontalis), který je ovšem stálezelený či pouze částečně opadavý, dále se liší na konci zaoblenými listy zakončenými štětinkou a také výrazně nižším, rozložitějším růstem, s hustými, vodorovně rozloženými větvemi formujícími výraznou strukturu „rybí kostry“. Jeho malvice jsou kulovité, jasně červené.